# Giraudia spinosa
Giraudia spinosa là một loài tò vò trong họ Ichneumonidae.